# Harmony (New York)
Pour les articles homonymes, voir Harmony.
Harmony est une ville du comté de Chautauqua dans l'État de New York, aux États-Unis.

## Démographie
| Groupe            | Harmony | New York | États-Unis |
| ----------------- | ------- | -------- | ---------- |
| Blancs            | 98,5    | 66,8     | 72,4       |
| Asiatiques        | 0,5     | 7,3      | 4,8        |
| Afro-Américains   | 0,3     | 15,9     | 12,6       |
| Métis             | 0,3     | 3,0      | 2,9        |
| Autres            | 0,2     | 7,5      | 6,4        |
| Amérindiens       | 0,2     | 0,6      | 0,9        |
| Total             | 100     | 100      | 100        |
|                   |         |          |            |
| Latino-Américains | 1,6     | 17,6     | 16,7       |

Selon l'American Community Survey, pour la période 2011-2015, 96,09 % de la population âgée de plus de 5 ans déclare parler anglais à la maison, alors que 1,67 % déclare parler l'espagnol et 2,24 % une autre langue.